# T-이중성

T-이중성과 S-이중성은 서로 다른 것처럼 보이는 초끈 이론들을 서로 연관짓는다. T-이중성에 따라, ⅡA형과 ⅡB형 초끈 이론이 서로 동형이고, E_{8}×E_{8} 잡종 끈 이론과 SO(32) 잡종 끈 이론이 서로 동형이다.

끈 이론에서 T-이중성(T-二重性, 영어: T-duality) 또는 과녁 공간 이중성(영어: target space duality)은 서로 다른 두 시공간 (과녁 공간) 위의 끈 이론이 서로 같은 현상이다.:187–248:232–281 대략, 끈의 길이보다 아주 작은 차원은 끈의 길이보다 아주 큰 차원과 동등하다. 따라서, 끈 이론에서의 시공간은 점입자 이론에서의 시공간과 근본적으로 다르고, 매우 짧은 길이와 매우 긴 길이에 대한 차이가 사라진다.

## 정의
원기둥에 축소화한 닫힌 보손 끈을 생각하자. 축소 차원의 크기가 {\displaystyle 2\pi R}이라고 하자. 그렇다면 축소 차원에서의 운동량은 {\displaystyle 1/R}의 단위로 양자화된다.
{\displaystyle p=n/R}, {\displaystyle n\in \mathbb {Z} }
끈은 또한 축소 차원에 따라 (점입자와 달리) 감길 수 있다. 닫힌 끈의 경우, 축소 차원에 따라 감긴 수를 감음수(winding number) {\displaystyle w}라고 부른다.

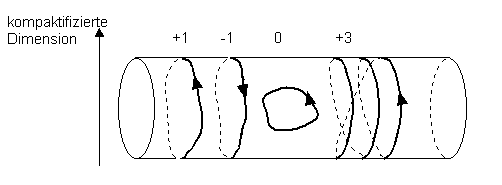
닫힌 끈의 감음수. 시계 방향으로 감기면 음수, 시계 반대 방향으로 감기면 양수로 친다.

그렇다면 끈의 질량은 다음과 같다.
{\displaystyle m^{2}={\frac {n^{2}}{R^{2}}}+w^{2}R^{2}+2\left(N+{\tilde {N}}-2\right)}
여기서 {\displaystyle N+{\tilde {N}}}은 끈의 총 진동 모드의 수다. ({\displaystyle \alpha '=1}로 놓자.) 따라서
{\displaystyle R\leftrightarrow 1/R\quad n\leftrightarrow w}
와 같이 바꾸면 끈의 질량 스펙트럼이 같은 것을 알 수 있다. 또한 마찬가지로 끈의 상호 작용도 같다는 사실을 보일 수 있다.

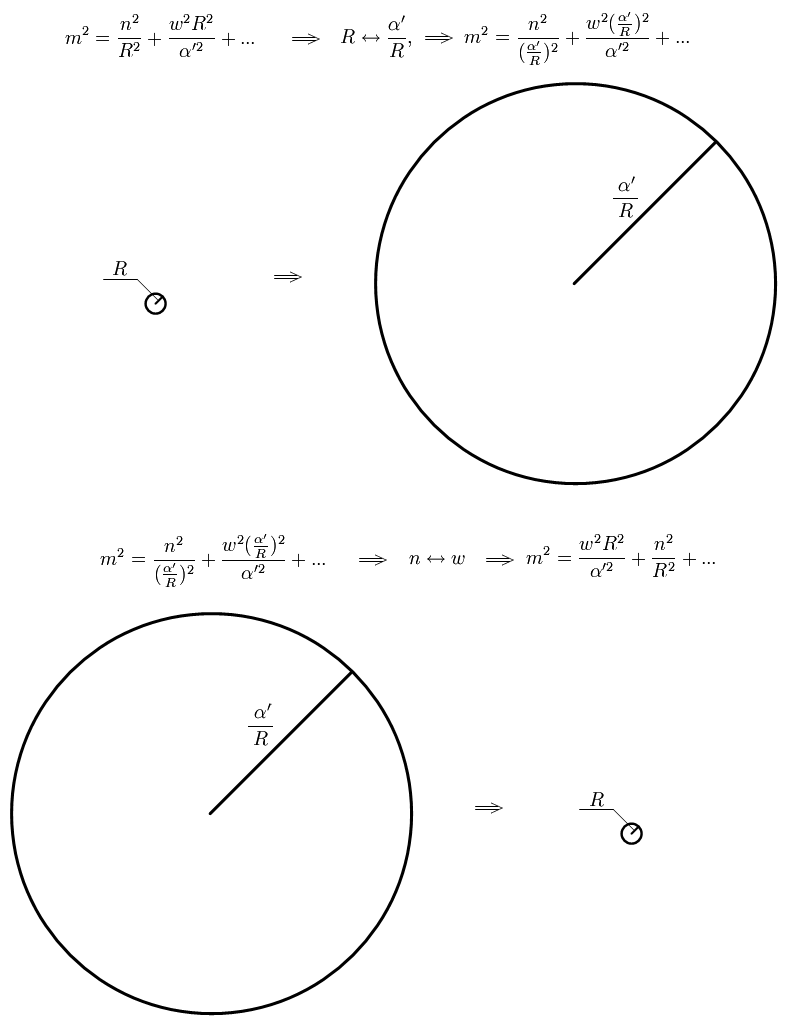
끈 이론에서는 T-이중성으로 인하여 매우 작은 차원이 매우 큰 차원과 동등하다. 이는 이론의 질량 스펙트럼으로 확인할 수 있다.

### 열린 끈과 D-막의 T-이중성
열린 끈의 경우, 노이만 경계 조건이 디리클레 경계 조건에 대응됨을 알 수 있다. 따라서 이론에 디리클레 경계조건과 D-막을 포함하여야 한다. 이에 따라, D{\displaystyle p}-막은 (축소화하는 방향에 따라서) D{\displaystyle p}-막 또는 D{\displaystyle (p-1)}-막에 대응된다.

### 등각 장론의 관점
T-이중성은 2차원 등각 장론의 관점에서 이미 등장한다. 가장 간단하게, 스칼라장
{\displaystyle X\colon \Sigma \to \mathbb {R} /(2\pi R\mathbb {Z} )}
을 생각하자. 그렇다면, 그 분배 함수는 다음과 같은 꼴이다.:124, (4.19)
{\displaystyle Z_{R}(\tau ,{\bar {\tau }})={\frac {1}{|\eta (\tau )|^{2}}}\sum _{m,n\in \mathbb {Z} }q^{{\frac {1}{2}}(m/R+Rn/2)^{2}}{\bar {q}}^{-{\frac {1}{2}}(m/R-Rn/2)^{2}}}
여기서
{\displaystyle q=\exp(2\pi \mathrm {i} \tau )}
{\displaystyle {\bar {q}}=\exp(2\pi \mathrm {i} {\bar {\tau }})}
이며, {\displaystyle \eta }는 데데킨트 에타 함수이다. 그렇다면, 푸아송 재합 공식(영어: Poisson resummation formula)을 통하여
{\displaystyle Z(\tau ;R)=Z(\tau +1;R)=Z(-1/\tau ;R)=Z(\tau ;2/R)}
임을 보일 수 있다.:125, §4.2 물리학적으로, 처음 두 등식은 모듈러 군의 작용이며, 마지막 등식은 끈의 T-이중성을 나타낸다.

### 여러 차원의 축소화
여러 개의 차원을 축소화할 경우, T-이중성 군은 더 커진다.:265–286:246–255 {\displaystyle k}개의 차원을 축소화할 경우, T-이중성 군은 {\displaystyle \operatorname {O} (k,k,\mathbb {Z} )}이다. 이 군은 다음 성질을 만족하는 {\displaystyle 2k\times 2k} 정사각행렬 {\displaystyle M}들의 군이다.
- {\displaystyle M}은 유니모듈라 행렬(영어: unimodular matrix)이다. 즉, {\displaystyle M}의 모든 성분은 정수이며, {\displaystyle M^{-1}}이 존재하고, {\displaystyle M^{-1}}의 모든 성분도 정수이다.
- {\displaystyle M}은 계량 부호수가 {\displaystyle (k,k)}인 계량 텐서에 대한 직교행렬이다. 즉, {\displaystyle \Omega ={\begin{pmatrix}0_{n}&I_{n}\\I_{n}&0_{n}\end{pmatrix}}} ({\displaystyle I_{n}}은 {\displaystyle n\times n} 단위행렬, {\displaystyle 0_{n}}은 {\displaystyle n\times n} 영행렬)이면, {\displaystyle M^{\top }\Omega M=\Omega }이다.

### 초끈 이론에서의 T-이중성
초끈 이론에서는 T-이중성은 ⅡA와 ⅡB종 이론, HE와 HO 이론을 각각 서로 연관짓는다. 즉, 축소화의 관계는 다음과 같다.
{\displaystyle {\begin{matrix}D=11&\mathrm {M} \\&\downarrow \\D=10&\mathrm {IIA} &&\mathrm {IIB} &\mathrm {H} \operatorname {E} _{8}\times \operatorname {E} _{8}&&\mathrm {H} \operatorname {SO} (32)\\&\downarrow &\swarrow &&\downarrow &\swarrow \\D=9&{\mathcal {N}}=2&&&{\mathcal {N}}=1\end{matrix}}}
Ⅰ종 끈 이론은 T-이중성 변환을 하면 D-막에 의하여 (10차원) 푸앵카레 대칭이 깨지게 된다. 이 이론을 Ⅰ′종 이론(Type Ⅰ′) 또는 ⅠA종 이론(Type IA)이라고 한다.:224–226 이 이론은 ⅡA종 끈 이론에 오리엔티폴드 사영을 가한 것으로 볼 수 있다. ⅡA종 끈 이론에서는 오른쪽 및 왼쪽 모드가 서로 반대 손지기(chirality)를 가지므로, 사영을 하려면 향의 반전 {\displaystyle \Omega }와 축소 차원에 대한 반사를 합성한 연산에 대하여 사영하여야 한다. 이에 따라 I′종 이론은 두 개의 O8−-평면을 가지고, 또한 T-이중성에 따라서 32개의 D8-막을 가진다.
T-이중성 아래, NS-NS 배경장 {\displaystyle (g,B,\Phi )}은 다음과 같은 부셔 규칙(영어: Buscher rule)을 통해 변환한다.:(1.0.2)
{\displaystyle g_{11}'={\frac {1}{g_{11}}}}
{\displaystyle g_{1i}'={\frac {B_{1i}}{g_{11}}}}
{\displaystyle g_{ij}'=g_{ij}-{\frac {g_{1i}g_{1j}-B_{1i}B_{1j}}{g_{11}}}}
{\displaystyle B_{1i}'={\frac {g_{1i}}{g_{11}}}}
{\displaystyle B_{ij}'=B_{ij}-{\frac {g_{1i}B_{1j}-g_{1j}B_{1i}}{g_{11}}}}
{\displaystyle \Phi '=\Phi -{\frac {1}{2}}\ln g_{11}}
여기서
- 1은 T-이중성을 취하는 방향의 좌표의 지표이며, {\displaystyle i,j}는 다른 방향의 좌표의 지표이다.
- {\displaystyle g}는 중력장이다.
- {\displaystyle B}는 캘브-라몽 장이다.
- {\displaystyle \Phi }는 딜라톤이다.

### 위상 T-이중성
보다 일반적으로, T-이중성은 원과의 곱공간 대신 원을 올로 하는 올다발에 대하여 적용될 수 있다. 이 경우 T-이중성은 서로 위상 동형이지 않을 수 있는 올다발 사이의 쌍대성을 정의한다.

## 초중력의 T-이중성
초끈 이론의 저에너지 극한은 초중력이다. ⅡA 초끈 이론의 저에너지 극한은 10차원 ⅡA 초중력이고, ⅡB 초끈 이론의 저에너지 극한은 10차원 ⅡB 초중력이다. 이 경우, T-이중성에 의하여 10차원 ⅡA 초중력을 원 위에 축소화하여 얻는 9차원 {\displaystyle {\mathcal {N}}=2} 초중력과 ⅡB 초중력을 원 위에 축소화하여 얻는 {\displaystyle {\mathcal {N}}=2} 초중력은 서로 같다. 즉, 비축소화 ⅡA와 ⅡB 이론들은 하나의 축소화 초중력 모듈러스 공간의 경계에 위치해 있다.
그 자세한 대응성은 다음과 같다. 10차원 ⅡA 초중력의 보손 장과 10차원 중 한 차원을 축소화하여 얻는 9차원 장들은 다음과 같다.
| ⅡA 10차원 장       | 축소화 뒤 9차원 장들                                             |
| ------------------ | ---------------------------------------------------------------- |
| 중력장             | 중력장, 벡터장, 스칼라장                                         |
| 캘브-라몽 2차 형식 | 2차 형식, 벡터장                                                 |
| 딜라톤             | 스칼라장                                                         |
| 라몽-라몽 1차 형식 | 벡터장, 스칼라장                                                 |
| 라몽-라몽 3차 형식 | 3차 형식, 2차 형식                                               |
| 합계               | 중력장, 스칼라장 (×3), 벡터장 (×3), 2차 형식 (×2), 3차 형식 (×1) |

ⅡB 초중력의 보손 장과 이를 축소화하여 얻는 장들은 다음과 같다.
| ⅡB 10차원 장       | 축소화 뒤 9차원 장들                                             |
| ------------------ | ---------------------------------------------------------------- |
| 중력장             | 중력장, 벡터장, 스칼라장                                         |
| 캘브-라몽 2차 형식 | 2차 형식, 벡터장                                                 |
| 딜라톤             | 스칼라장                                                         |
| 라몽-라몽 0차 형식 | 스칼라장                                                         |
| 라몽-라몽 2차 형식 | 2차 형식, 벡터장                                                 |
| 라몽-라몽 4차 형식 | 3차 형식                                                         |
| 합계               | 중력장, 스칼라장 (×3), 벡터장 (×3), 2차 형식 (×2), 3차 형식 (×1) |

(ⅡB 라몽-라몽 4차 형식의 장세기는 자기 쌍대(영어: self-dual)이므로, 축소화하면 4차 형식을 남기지 않는다.)
따라서 9차원으로 축소화하면 9차원 보손 장들의 종류와 개수가 같아지는 것을 알 수 있다.

## 역사
오사카 대학의 깃카와 게이지(일본어: 吉川 圭二)와 야마사키 마사미(일본어: 山崎 眞見)가 1984년에, 도쿄 공업대학의 사카이 노리스케(일본어: 坂井 典佑)와 센다 이쿠오(일본어: 仙田 郁夫)가 1986년에 초기적인 형태로 도입하였다. 토머스 헨리 부셔(영어: Thomas Henry Buscher)와 마르틴 로체크(체코어: Martin Roček), 에리크 페터르 페를린더(네덜란드어: Erik Peter Verlinde) 가 이를 개량하고 확장하였다.
오늘날에는 이와 같은 가환(Abelian) T-이중성 말고도, 이를 일반화한 비가환 T-이중성과 페르미온 T-이중성이 알려져 있다. 또한, 거울 대칭도 T-이중성을 일반화한 것으로 볼 수 있다.

## 같이 보기
- S-이중성
- 거울 대칭
- AdS/CFT 대응성
- 이중 장론